# Mittlere Holdergasse 42

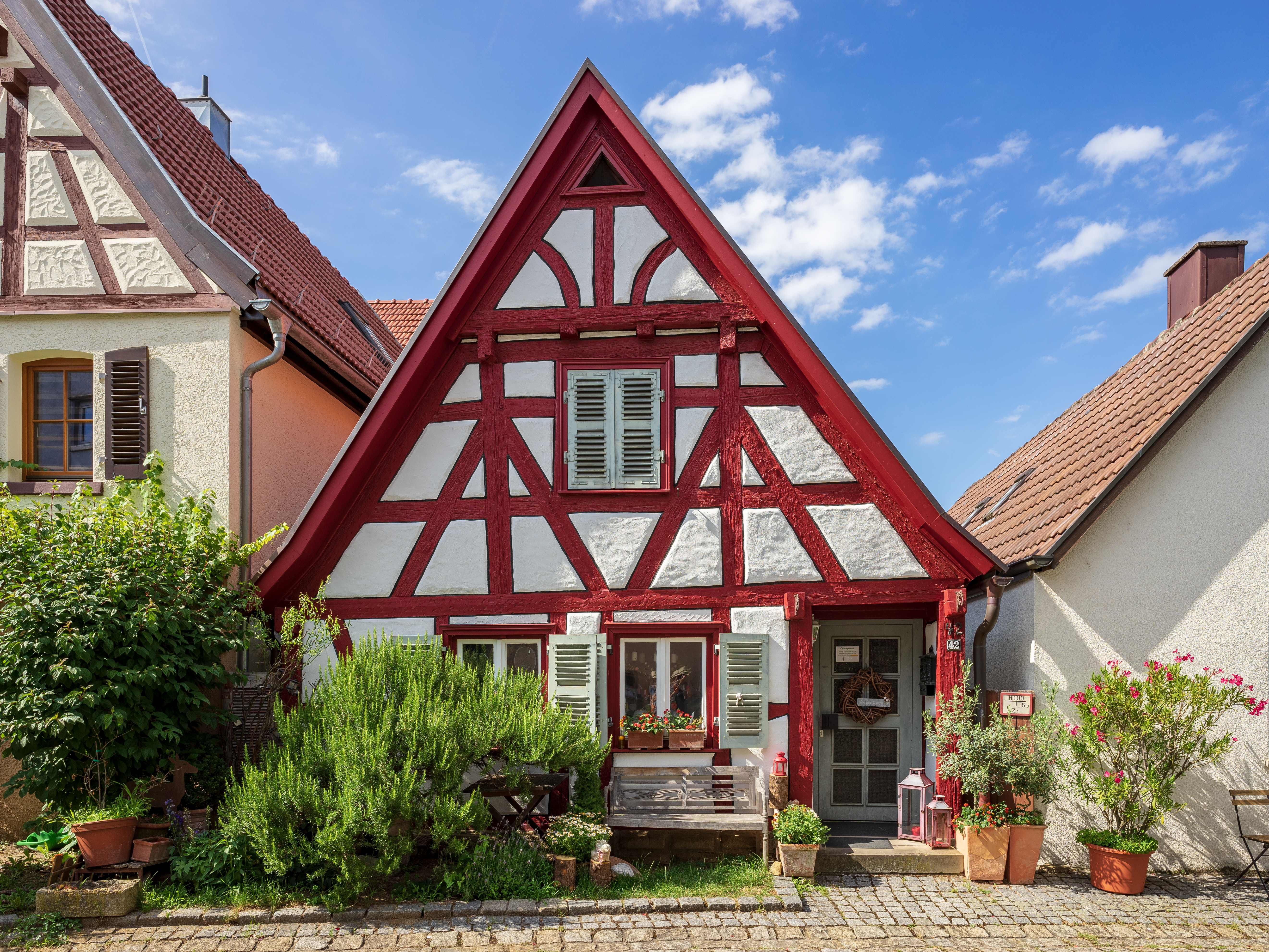
Haus Mittlere Holdergasse 42 in Marbach am Neckar

Das Gebäude Mittlere Holdergasse 42 in Marbach am Neckar, einer Stadt im Landkreis Ludwigsburg in Baden-Württemberg, wurde Anfang des 18. Jahrhunderts errichtet. Das Wohnhaus ist ein geschütztes Kulturdenkmal.
Das eingeschossige Fachwerkhaus mit Satteldach und zurück versetztem Hauseingang besitzt Zierfachwerk mit leichter Auskragung im Giebel sowie geschwungenen Streben in der Giebelspitze.
Im Jahr 1989 fand eine umfassende Renovierung statt und 2005 wurden Umbauten im Innern vorgenommen.
Das Gebäude steht innerhalb der meist giebelständig mit schlichten ein- und zweigeschossigen ackerbürgerlichen Häusern und teils umgebauten Scheunen bebauten Mittleren Holdergasse. Als Beispiel eines schlichten und handwerklich qualitätvollen Fachwerkhauses hat es exemplarischen Wert.